# Gottardo Valentini
Gottardo Valentini (Milano, 1862 – Milano, 1932) è stato un pittore e decoratore italiano.

## Biografia
Nato a Milano nel 1862 e nipote del pittore omonimo, Gottardo Valentini si formò all’Accademia delle Belle Arti di Brera facendo l’apprendistato di presso la bottega del padre in seguito denominata "L. Valentini e figlio". Fu insignito della medaglia d’argento per la sua partecipazione all’Esposizione nazionale di Milano del 1881 per un boudoir in Stile Luigi XV.
Fu attivo nella decorazione di case, ville, palazzi e chiese in Lombardia, in Veneto e in Emilia, tra cui spiccano il Palazzo Bocconi, quello della Borsa, quello del Credito Italiano, quello del Grand Hotel e quello dell’Hotel Continental, oltre alla chiesa di Santa Sofia nella città natale. Partecipò alla decorazione del Grand hotel des Thermes (ora Palazzo dei Congressi) di Salsomaggiore (1901) e probabilmente a quella, eseguita in stile pompeiano, dei saloni d’aspetto dello Stabilimento Magnaghi poi abbattuto.
Dipinse una tela raffigurante la campagna romana con figure muliebri che si recano alla fonte oltre ad affrescare la Sala delle bibite delle Terme di San Pellegrino insieme a Guglielmo Guglielmini:
 Artista estroso, all'inizio del XX secolo rinnovò lo stile sentimentale del tardo Ottocento ispirandosi alle moderne tendenze dell'Art Nouveau provenienti dalla Francia.
Socio onorario dell’Accademia di Belle Arti di Brera, si spense a Milano nel 1932.

## Opere
- Affreschi di esterni del Palazzo dei Congressi di Salsomaggiore Terme[4]
- Affreschi in stile pompeiano, Sala delle Bibite delle Terne di San Pellegrino.[5][6]